# Hôtel Fréard du Castel
L'hôtel Fréard du Castel est un édifice situé à Bayeux, dans le département du Calvados, en France. Il est inscrit au titre des monuments historiques.

## Localisation
Le monument est situé au no 11 à  no 15 de la rue de la Cambette, dans le secteur sauvegardé de la ville de Bayeux.

## Historique
L'hôtel est édifié au XVIIIe siècle, plus précisément vers 1770 pour le mathématicien Raoul-Adrien Fréard du Castel. 
Le portail, la façade sur jardin et le grand salon du premier étage avec sa cheminée et son décor sont inscrits au titre des monuments historiques depuis le 28 décembre 1984.